# Xylographus rufipennis
Xylographus rufipennis is een keversoort uit de familie houtzwamkevers (Ciidae). De wetenschappelijke naam van de soort werd in 1934 gepubliceerd door Maurice Pic.